# 50ª edizione dei Directors Guild of America Award
La 50ª edizione dei Directors Guild of America Award si è tenuta il 7 marzo 1998 al Century Plaza Hotel di Los Angeles e al Windows on the World del World Trade Center di New York e ha premiato i migliori registi nel campo cinematografico, televisivo e pubblicitario del 1997.
Le nomination per il cinema sono state annunciate il 26 gennaio 1998. Le restanti candidature sono state annunciate tra il 3 gennaio e il 18 febbraio 1998.

## Cinema

### Film
- James Cameron – Titanic
- James L. Brooks – Qualcosa è cambiato (As Good as It Gets)
- Curtis Hanson – L.A. Confidential
- Steven Spielberg – Amistad
- Gus Van Sant – Will Hunting - Genio ribelle (Good Will Hunting)

### Documentari[9]
- Michael Uys e Lexy Lovell – Riding the Rails
- Ellen Hovde e Muffie Meyer – Liberty! The American Revolution per la puntata Blows Must Decide (film tv)
- John O'Hagan – Wonderland
- Michele Ohayon – Colors Straight Up
- Peter Rosen – First Person Singular: I.M. Pei (film tv)

## Televisione

### Serie drammatiche
- Barbara Kopple – Homicide (Homicide: Life on the Street) per l'episodio The Documentary
- Chris Carter – X-Files (The X-Files) per l'episodio Prometeo post-moderno (The Post-Modern Prometheus)
- Christopher Chulack – E.R. - Medici in prima linea (ER) per l'episodio Padri e figli (Fathers and Sons)
- James Frawley – Ally McBeal per l'episodio Un incontro fortuito (Pilot)
- Mark Tinker – Brooklyn South per l'episodio pilota

### Serie commedia
- Andy Ackerman – Seinfeld per l'episodio Indietro tutta! (The Betrayal)
- James Burrows – Dharma & Greg per l'episodio Amore a prima vista (Pilot)
- Pamela Fryman – Frasier per l'episodio Halloween
- Gordon Hunt – Innamorati pazzi (Mad About You) per gli episodi  La nascita - I e II parte (The birth)
- Gil Junger – Ellen per l'episodio Finalmente libera (The Puppy Episode)

### Film tv e miniserie
- John Herzfeld – Don King - Una storia tutta americana (Don King: Only in America)
- John Frankenheimer – George Wallace
- William Friedkin – La parola ai giurati (12 Angry Men)
- Charles Haid – Buffalo Soldiers
- Joseph Sargent – Il colore del sangue (Miss Evers' Boys)

### Soap opera
- Scott McKinsey – General Hospital per la puntata dell'8 dicembre 1997
- Susan Flannery – Beautiful (The Bold and the Beautiful) per la puntata del 4 luglio 1997
- Christopher Goutman, Charles C. Dyer e Maria Wagner – Così gira il mondo (As the World Turns) per la 10446ª puntata
- Deveney Kelly – Beautiful (The Bold and the Beautiful) per la puntata del 26 novembre 1997
- Frank Pacelli – Febbre d'amore (The Young and the Restless) per la puntata del 3 gennaio 1997

### Trasmissioni musicali e d'intrattenimento
- Louis J. Horvitz – Kennedy Center Honors
- Arthur Forrest – The Rosie O'Donnell Show
- Bruce Gowers – Fleetwood Mac Reunion Special
- Don Scardino – Tracey Takes On... per la puntata Tracy Takes On Vegas
- Thomas Schlamme – Tracey Takes On... per la puntata 1976

### Programmi per bambini
- Brian Robbins – Nickelodeon's Sports Theater with Shaquille O'Neal per l'episodio First Time
- Shawn Levy – Il mondo segreto di Alex Mack (The Secret World of Alex Mack) per l'episodio Lies and Secrets
- Melanie Mayron – Disneyland (The Wonderful World of Disney) per il film tv Anche i dentisti vanno in paradiso (Toothless)
- Ron Oliver – Piccoli brividi (Goosebumps) per il doppio episodio La scuola perfetta (The Perfect School)
- Howard Storm – Kenan & Kel per l'episodio Haven't Got Time for the Paint

## Pubblicità
- Bruce Dowad – spot per Isuzu (Giant), Mercedes-Benz (Don't Fence Me In), Coca-Cola (World Dance)
- Robert Black – spot per Lay's (Antonio), Rite Aid (Firefighter), Southwestern Bell (Rancher)
- Thom Higgins – spot per Weyerhaeuser (Love Note), Oreo (Basketball), Ford (Generations)
- Erich Joiner – spot per Smith & Wesson (Bonus; Yacht; Grandma)
- David Wild – spot per Washington's Lottery (Born to be Wild), Zima (Sticky Shoes), Saturn (Doc Payne)

## Premi speciali

### Premio D.W. Griffith
- Francis Ford Coppola

### Premio Frank Capra
- Bob Jeffords

### Premio Franklin J. Schaffner
- C.J. Rapp Pittman

### Robert B. Aldrich Service Award
- Martha Coolidge

### Presidents Award
- George Sidney